# Governo Comissário da Sérvia
O Governo Comissário (em sérvio:  Комесарска влада, Komesarska vlada) foi um governo fantoche colaboracionista sérvio de curta duração estabelecido no território da Sérvia ocupado pelos alemães, dentro do Reino da Iugoslávia, dividido pelo Eixo, durante a Segunda Guerra Mundial. Funcionou de 30 de abril a 29 de agosto de 1941, foi chefiado por Milan Aćimović e também é conhecido como Governo dos Comissários ou Conselho dos Comissários. Dos dez comissários, quatro já haviam sido ministros em vários governos iugoslavos e dois eram ministros assistentes. Os membros eram pró-alemães, antissemitas e anticomunistas e acreditavam que a Alemanha venceria a guerra. O governo Aćimović carecia de qualquer aparência de poder e era apenas um instrumento do regime de ocupação alemão, cumprindo as suas ordens dentro do território ocupado. Sob o controlo geral do Comandante Militar Alemão na Sérvia, a supervisão das suas operações quotidianas era da responsabilidade do chefe do Estado-Maior administrativo alemão, SS-Brigadeführer e o conselheiro de estado Harald Turner. Uma das suas primeiras tarefas foi a implementação de ordens alemãs relativas ao registo de judeus e ciganos que viviam no território e a imposição de severas restrições à sua liberdade. 
No início de julho, poucos dias após o início de uma revolta em massa liderada pelos comunistas, Aćimović reorganizou o seu governo, substituindo três comissários e nomeando deputados para a maioria das pastas. Em meados de julho, os alemães decidiram que o regime de Aćimović era incompetente e incapaz de lidar com a revolta e começaram a procurar um substituto. Isto resultou na demissão do Governo Comissário no final de Agosto, e na nomeação do Governo de Salvação Nacional liderado pelo antigo Ministro do Exército e da Marinha, Armijski đeneral  Milan Nedić, no qual Aćimović inicialmente manteve o portfólio de interiores. Os membros do Governo Comissário colaboraram com os ocupantes como forma de poupar os sérvios de influências políticas que consideravam mais perigosas do que os alemães, como a democracia, o comunismo e o multiculturalismo. Eles ajudaram ativamente os alemães na exploração da população e da economia e assumiram uma visão "extremamente oportunista" da questão judaica, considerando a sua própria participação no Holocausto como "desagradável, mas inevitável". Não há provas de que a colaboração do Governo Comissário tenha moderado de alguma forma as políticas de ocupação alemãs.

## História

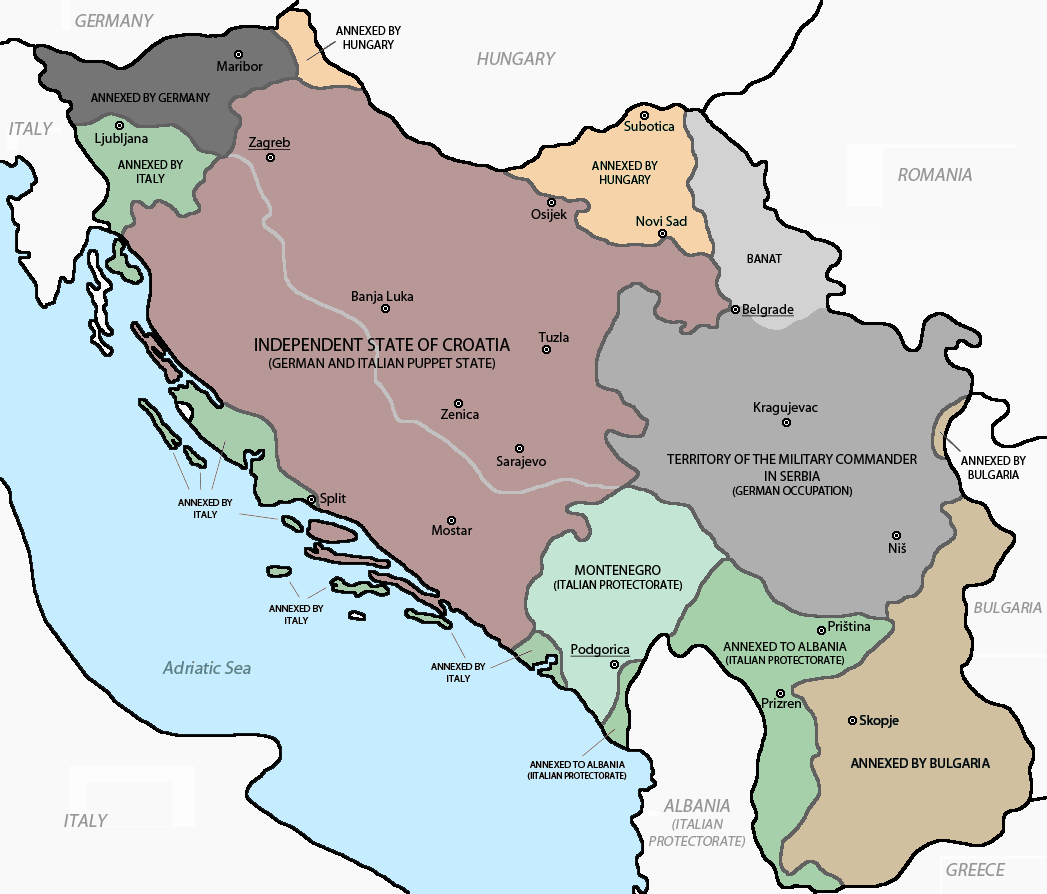
A divisão da Iugoslávia pelas potências do Eixo

Em abril de 1941, o Reino da Iugoslávia foi invadido e rapidamente derrotado pelas potências do Eixo. A Iugoslávia foi dividida e, como parte disso, os alemães estabeleceram um governo militar de ocupação em uma área aproximadamente igual ao Reino da Sérvia pré-1912, consistindo na própria Sérvia, na parte norte do Kosovo (em torno de Kosovska Mitrovica), e o Banato.  Os alemães fizeram isto para garantir duas linhas estratégicas de comunicação – o rio Danúbio e a linha ferroviária que ligava Belgrado a Salonica, na Grécia ocupada, e daí por mar até ao Norte de África. O território ocupado pelos alemães da Sérvia também era rico em metais não ferrosos, como chumbo, antimónio e cobre, de que a Alemanha precisava para apoiar o seu esforço de guerra. 
Mesmo antes da rendição da Iugoslávia em 17 de abril, o Alto Comando do Exército Alemão (em alemão:  Oberkommando des Heeres, ou OKH) emitiu uma proclamação à população sob ocupação alemã que incluía penalidades severas para atos de violência e sabotagem; a entrega de armas de fogo militares e transmissores de rádio; uma lista de atos puníveis de acordo com a lei militar, incluindo reuniões públicas não autorizadas; a continuação do funcionamento de agências governamentais, incluindo polícia, empresas e escolas; proibição de acumulação; fixação de preços e salários; e o uso da moeda de ocupação.  Os limites exactos do território ocupado foram fixados numa directiva emitida por Adolf Hitler em 12 de Abril de 1941, que também orientava a criação da administração militar.  Esta directiva foi seguida em 20 de Abril de 1941 por ordens emitidas pelo Chefe do OKH que estabeleceram o Comandante Militar na Sérvia como o chefe do regime de ocupação, responsável perante o Intendente-Geral do OKH. Entretanto, o pessoal do governo militar foi reunido na Alemanha e as funções do Comandante Militar na Sérvia foram detalhadas. Estas incluíam a salvaguarda das linhas de comunicação, a execução das ordens económicas emitidas pelo Reichsmarschall Hermann Göring, e estabelecer e manter a paz e a ordem. No curto prazo, ele também foi responsável pela guarda do grande número de prisioneiros de guerra iugoslavos e pela salvaguarda das armas e munições capturadas. 
O estado-maior do comandante militar foi dividido em ramos militar e administrativo. Ele recebeu pessoal para formar quatro comandos de área e cerca de dez comandos distritais, que se reportavam ao chefe do Estado-Maior administrativo, e o estado-maior militar alocou as tropas dos quatro batalhões de defesa locais em todos os comandos de área. O primeiro comandante militar no território ocupado foi General der Flieger  Helmuth Förster, um oficial da Luftwaffe, nomeado em 20 de abril de 1941,  assistido pelo chefe de seu estado-maior administrativo, SS-Brigadeführer  e o conselheiro de estado Harald Turner.  Além do estado-maior do comandante militar, havia várias figuras importantes em Belgrado que representavam as principais armas não militares do governo alemão. Proeminente entre eles estava NSFK - Obergruppenführer  Franz Neuhausen, que havia sido inicialmente nomeado por Göring como plenipotenciário geral para assuntos econômicos no território em 17 de abril.   Outra figura-chave na administração alemã inicial foi SS-Standartenführer  Wilhelm Fuchs, que comandou o Einsatzgruppe Sérvia, que consistia no Sicherheitsdienst (Serviço de Segurança ou SD) e Sicherheitspolizei (Polícia de Segurança, ou SiPo) e Geheime Staatspolizei (Polícia Secreta do Estado, ou Gestapo) e controlavam o 64º Batalhão de Polícia de Reserva da Ordnungspolizei (Ordem da Polícia, ou Orpo). Embora fosse formalmente responsável perante Turner, Fuchs também se reportava diretamente a seus superiores em Berlim.  
Apesar destes órgãos de ocupação militar, e das ordens emitidas pelo OKH, regulamentando como o faziam uma vasta gama de questões administrativas, políticas, económicas, culturais e sociais, os alemães ainda precisavam de estabelecer um órgão administrativo público que implementasse as suas directivas. Foi decidido formar um governo fantoche para esse fim. 

### Estabelecimento

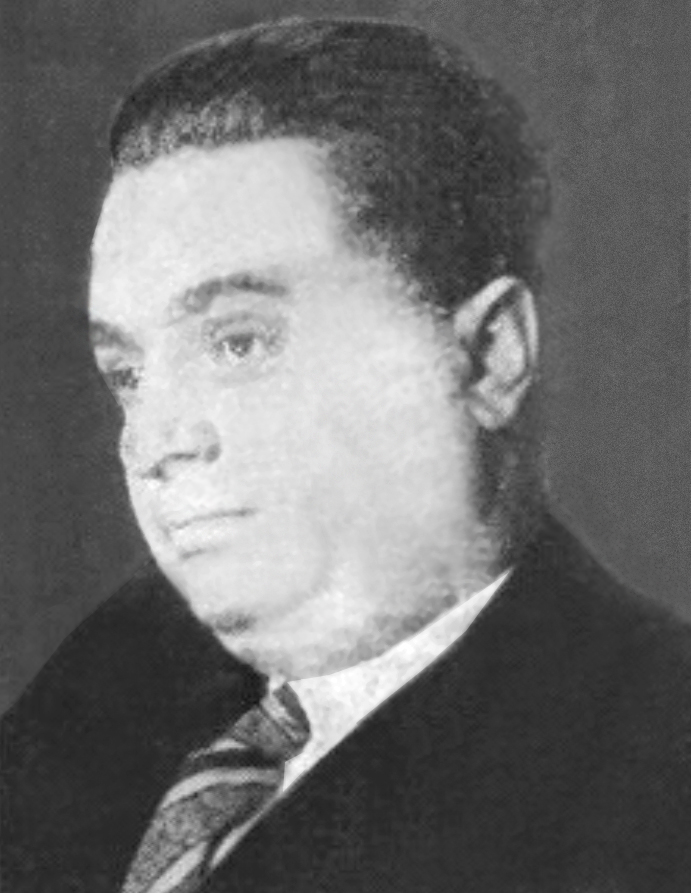
Milan Aćimović foi escolhido para liderar o regime colaboracionista

Começou a busca por um sérvio adequado para liderar um regime colaboracionista.  A partir da data da capitulação jugoslava, os políticos pró-alemães, incluindo o presidente do movimento fascista Zbor, Dimitrije Ljotić, o antigo chefe da polícia de Belgrado e Ministro do Interior, Milan Aćimović, o actual chefe da polícia de Belgrado, Dragomir Jovanović, junto com Đorđe Perić, Steven Klujić e Tanasije Dinić se reuniam quase diariamente para auxiliar neste processo.  Os alemães teriam preferido o ex-primeiro-ministro pró-Eixo, Milan Stojadinović, mas ele foi enviado para o exílio antes do golpe.  Vários homens de destaque foram considerados pelos alemães, incluindo o ex-primeiro-ministro Dragiša Cvetković, o ex- ministro das Relações Exteriores Aleksandar Cincar-Marković, Aćimović, Ljotić e Jovanović. 
Hitler preferia alguém que fosse flexível e tivesse alguma popularidade local para liderar um governo fantoche na Sérvia ocupada pelos alemães.  Os alemães ignoraram Ljotić porque acreditavam que ele tinha uma "reputação duvidosa entre os sérvios".  Cincar-Marković não queria fazer parte de uma administração colaboracionista.  Ele também estava com a saúde debilitada. Cvetković era suspeito de ser pró-britânico e de nutrir simpatias pela Maçonaria. Acreditava-se também que ele tinha ascendência cigana, o que os alemães consideraram inaceitável.  Aćimović, um anticomunista virulento, esteve em contacto estreito com a polícia e os serviços de segurança alemães antes da guerra.  Isto incluiu ser nomeado vice do chefe alemão da Interpol, Reinhard Heydrich, que também era o chefe do SD. Aćimović também manteve contacto próximo com o chefe da Gestapo, Heinrich Müller. 
Förster decidiu por Aćimović, que no início de 1939 havia sido brevemente Ministro do Interior no governo pró-Eixo de Stojadinović. Com a aprovação de Förster, ele formou o seu Governo Comissário entre 27 de abril e 1 de maio,  composto por dez comissários.  Algumas fontes referem-se a ele como Governo dos Comissários,  ou Conselho dos Comissários. 
Os outros nove comissários foram Risto Jojić, Dušan Letica, Dušan Pantić, Momčilo Janković, Milisav Vasiljević, Lazo M. Kostić, Stevan Ivanić, Stanislav Josifović e Jevrem Protić; cada comissário dirigia um dos antigos ministérios iugoslavos, exceto o Ministério do Exército e da Marinha e o Ministério das Relações Exteriores, que havia sido abolido.  Segundo o autor Philip J. Cohen, Aćimović, Vasiljević e Ivanić eram agentes alemães antes da invasão da Iugoslávia.  Além de serem veementemente pró-alemães e antissemitas, os comissários também eram fortemente anticomunistas e acreditavam que a Alemanha venceria a guerra. [23] Eles representavam um amplo espectro de partidos políticos sérvios do pré-guerra: Vasiljević e Ivanić tinham ligações estreitas com Zbor; Pantić, Kostić e Protić sendo membros do Partido Radical Popular de centro-direita; e Josifović era membro do Partido Democrata. Nenhum representante do proscrito Partido Comunista ou do Partido Agrário Sérvio, apoiado pelos britânicos, foi incluído.
A nova administração foi experiente; como Aćimović, Jojić, Letica e Pantić serviram como ministros em vários gabinetes, Josifović e Protić foram ministros assistentes, Kostić era professor universitário e outros eram especialistas em suas respectivas áreas. Aćimović manteve o aparelho e o pessoal do governo iugoslavo existente, convocando o pessoal para as suas funções, e os ex-funcionários iugoslavos desempenharam papéis importantes na administração. Apesar do facto de os sérvios terem dominado posições governamentais na Iugoslávia entre guerras,  havia alguns funcionários não-sérvios em Belgrado, aqueles que deixaram o território ocupado tiveram de ser substituídos e a maioria dos funcionários sérvios conhecidos ou suspeitos de serem anti-alemães renunciaram. ou foram removidos. A administração manifestou a intenção alemã de fazer o melhor uso daqueles que estivessem dispostos a colaborar e de poupar o pessoal administrativo alemão disponível para trabalhos de maior prioridade.
| Ministério                                   | Comissário          |
| -------------------------------------------- | ------------------- |
| Chefe do Conselho de Comissários do Interior | Milan Aćimović      |
| Educação                                     | Risto Jojić         |
| Finanças                                     | Dušan Letica        |
| Correios e Telégrafos                        | Dušan Pantić        |
| Justiça                                      | Momčilo Janković    |
| Economia Nacional                            | Milosav Vasiljević  |
| Transportes                                  | Lazo M. Kostić      |
| Política Social                              | Stevan Ivanić       |
| Construção                                   | Stanislav Josifović |
| Agricultura                                  | Jeremija Protić     |

## Operação

### Tarefas iniciais

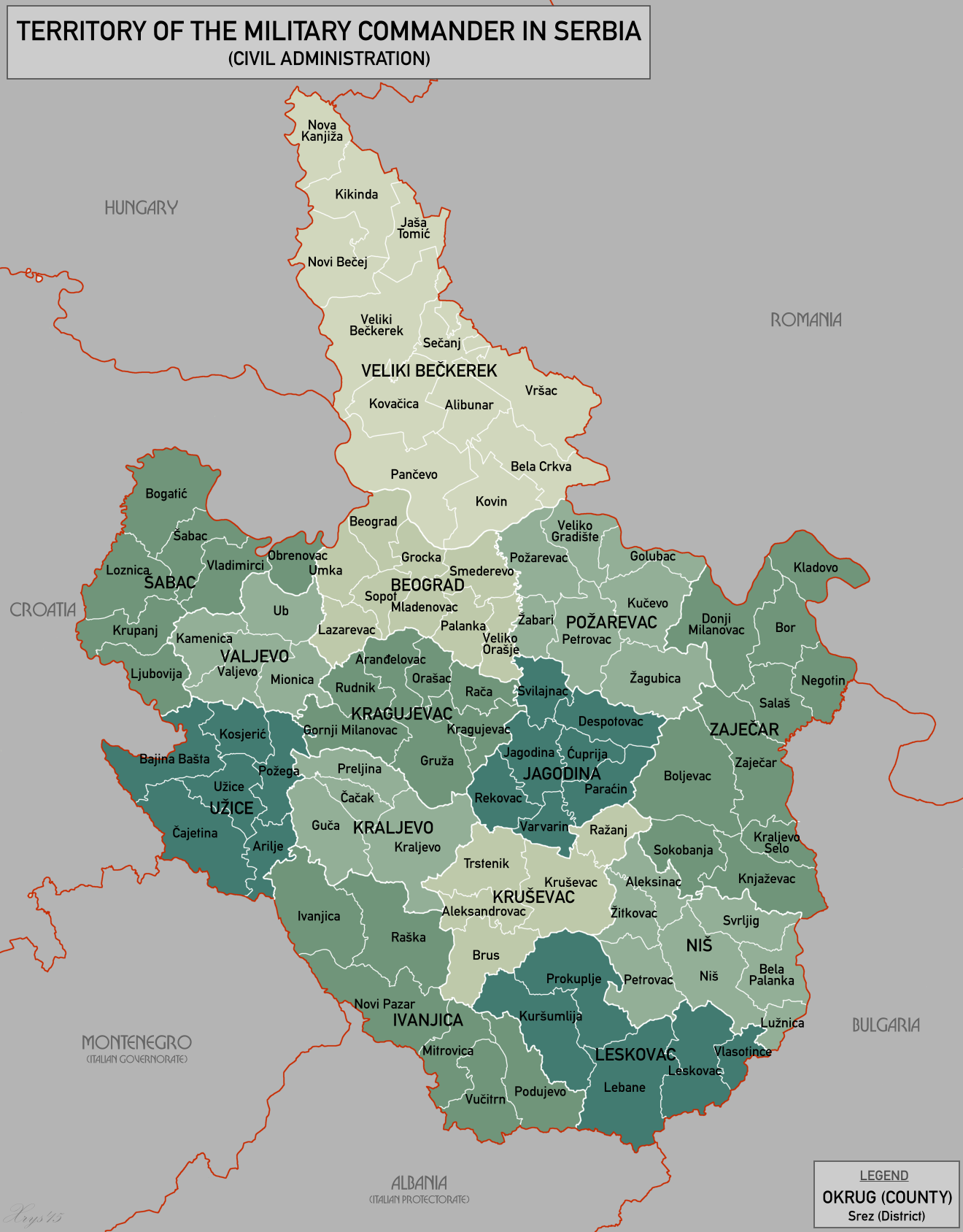
Mapa mostrando os condados e distritos do território ocupado

Durante o mês de Maio, a anterior proclamação do OKH foi seguida por ordens emitidas por Förster, exigindo o registo das impressoras e impondo restrições à imprensa dentro do território ocupado. Também foram emitidas ordens relativas ao funcionamento de teatros e outros locais de entretenimento, e à imposição da lei penal alemã no território ocupado.  Förster também ordenou a retomada da produção, desativou o Banco Nacional do Reino da Iugoslávia e estabeleceu o Banco Nacional da Sérvia para substituí-lo.  Desde o início, o governo Aćimović não teve qualquer aparência de poder.  Foi efectivamente um instrumento básico e de baixa qualidade do regime de ocupação militar alemão, que desempenhava funções administrativas dentro do território ocupado em nome dos alemães. As três principais tarefas da administração Aćimović eram garantir a aquiescência da população à ocupação alemã, ajudar a restaurar os serviços e "identificar e remover indesejáveis dos serviços públicos".  Isto incluía judeus, ciganos e sérvios "não confiáveis". 
O Governo Comissário era capaz de lidar com tarefas administrativas rotineiras e manter a lei e a ordem apenas em situações de paz,  e era controlado de perto por Turner e Neuhausen.  Neuhausen era efetivamente um ditador econômico e tinha controle total sobre a economia do território ocupado e as finanças da administração fantoche, por um lado – maximizando a contribuição que deram ao esforço de guerra alemão.  Isto foi demonstrado na fixação de salários e preços; oficialmente de responsabilidade do departamento financeiro de Letica, na verdade foram definidos pela equipe de Neuhausen. Também em maio, Förster ordenou à administração Aćimović que investigasse as causas da invasão. O inquérito concluiu que o governo iugoslavo "ignorou de forma imprudente as intenções pacíficas do Terceiro Reich e provocou a guerra". 
Uma das primeiras tarefas da administração envolveu a execução das ordens de Turner para o registo de todos os judeus e ciganos no território ocupado e a implementação de severas restrições às suas atividades. Estas visavam alinhar o território ocupado com o resto da Europa ocupada pelos nazis e incluíam o uso de braçadeiras amarelas, a introdução de trabalhos forçados e toques de recolher e o acesso restrito aos alimentos. Turner afirmou explicitamente que "[as] autoridades sérvias [ou seja, o Governo Comissário] são responsáveis pela implementação de todas as medidas contidas no despacho".  Desta forma, o Governo Comissário participou, embora sob ordens alemãs, no "registo, marcação, pauperização e exclusão social da comunidade judaica".  O Ministério do Interior de Aćimović incluiu uma seção dedicada à implementação de leis antijudaicas e anti-ciganas,  mas o principal meio para a realização de tais tarefas foi a gendarmaria sérvia de 3.000 homens, que se baseava em elementos do antigas unidades da gendarmaria iugoslava restantes no território,  os regimentos Drinski e Dunavski.  Foi formado em 17 de abril por ordem de Förster,  e seu chefe interino era o coronel Jovan Trišić.  A gendarmaria também era responsável pela cobrança de impostos e pela supervisão da colheita e, portanto, era impopular, especialmente entre a população rural. As preocupações alemãs sobre a fiabilidade da gendarmaria fizeram com que esta nunca estivesse adequadamente armada ou equipada para as suas tarefas. 
A composição da administração fantoche, com representação de vários partidos políticos diferentes, significava que os alemães não tinham preocupações sobre o desenvolvimento de uma frente unificada que pudesse dificultar os esforços alemães para pacificar o território e explorá-lo economicamente. Os seus poderes muito limitados foram ainda mais corroídos pela constante interferência alemã nas suas operações e pela exigência de que todas as leis elaboradas pelos comissários só pudessem ser implementadas após a sua aprovação pelos alemães. A abordagem geral alemã em relação a Aćimović e à sua administração foi desigual, já que Turner e o plenipotenciário do Ministério das Relações Exteriores, Felix Benzler, pressionaram pela cooperação e acomodação com Aćimović, enquanto Förster e Fuchs consideraram o governo fantoche um mero complemento para a administração militar alemã que incluía uma função policial. Quando Aćimović solicitou a libertação dos prisioneiros de guerra sérvios, argumentando que os campos poderiam tornar-se focos de agitação nacionalista e comunista e que os homens eram necessários como trabalhadores, Förster recusou categoricamente e deportou-os para a Alemanha.  Em meados de maio, a administração de Aćimović emitiu uma declaração afirmando que o povo sérvio queria "uma cooperação sincera e leal com o seu grande vizinho, o povo alemão".  A maioria dos administradores locais nos condados e distritos permaneceram no cargo,  e a administração militar alemã colocou os seus próprios administradores em cada nível para supervisionar as autoridades locais.  Os limites do território ocupado foram definidos em 21 de maio, com 51.000km2 de terra e 3,81 milhões de habitantes, incluindo entre 50 e 60 por cento dos sérvios jugoslavos. 
Logo após a nomeação do governo Aćimović, refugiados que escaparam da perseguição no vizinho Estado Independente da Croácia (NDH), e outros que fugiram da Macedônia anexada pela Bulgária, da Macedônia Ocidental e do Kosovo anexados pela Albânia, e de Bačka e Baranja ocupadas pela Hungria começaram a inundar o território. 

### Tropas de ocupação
Förster foi posteriormente transferido e em 2 de junho foi sucedido pelo General der Flakartillerie  Ludwig von Schröder, outro oficial da Luftwaffe.  Em 9 de junho, o comandante do 12º Exército alemão, Generalfeldmarschall  Wilhelm List, foi nomeado Comandante-em-Chefe da Wehrmacht no Sudeste da Europa, com Schröder reportando-se diretamente a ele.  De seu quartel-general em Belgrado, Schröder controlava diretamente quatro defesas locais mal equipadas (em alemão:  Landesschützen) batalhões, compostos por homens mais velhos. Estas forças de ocupação foram complementadas por uma série de elementos da força, incluindo o 64º Batalhão de Polícia de Reserva do Orpo, um regimento de engenheiros composto por um batalhão de pioneiros, uma coluna de ligação e um batalhão de construção, e diversas unidades da polícia militar, compreendendo uma Feldgendarmerie (polícia militar), uma Geheime Feldpolizei (polícia secreta de campo) e uma unidade de processamento de prisioneiros de guerra. A força de ocupação também foi apoiada por hospital militar e ambulâncias, hospital veterinário e ambulâncias, coluna de transporte geral e unidades logísticas. Turner foi responsável pelo recrutamento de quatro comandos de área e nove comandos distritais no território ocupado. 
Além das tropas de ocupação comandadas diretamente por Schröder, em junho a Wehrmacht deslocou o quartel-general do LXV Corps zbV  para Belgrado para comandar quatro divisões de ocupação mal equipadas, sob o controle do General der Artillerie  Paul Bader. Três divisões foram implantadas no território ocupado e a quarta foi implantada nas partes adjacentes do NDH.  As três divisões foram transportadas para o território ocupado entre 7 e 24 de maio e foram inicialmente encarregadas de proteger as principais linhas ferroviárias para a Bulgária e a Grécia.  No final de junho, o quartel-general de Bader foi estabelecido em Belgrado, e as três divisões no território ocupado foram implantadas com quartéis-generais em Valjevo no oeste, Topola aproximadamente no centro do território e Niš no sul.  O status do comando de Bader era que Schröder poderia ordenar que ele empreendesse operações contra os rebeldes, mas não poderia agir de outra forma como superior de Bader. 

### O Banato
No final de junho, a administração Aćimović emitiu um decreto relativo à administração do Banato que essencialmente tornou a região uma unidade administrativa civil separada sob o controle do Volksdeutsche local, liderado por Sepp Janko. Embora o Banat estivesse formalmente sob a jurisdição da administração Aćimović, em termos práticos era em grande parte autónomo de Belgrado e sob a direcção do governo militar através do comando da área militar em Pančevo.  

### Revolta

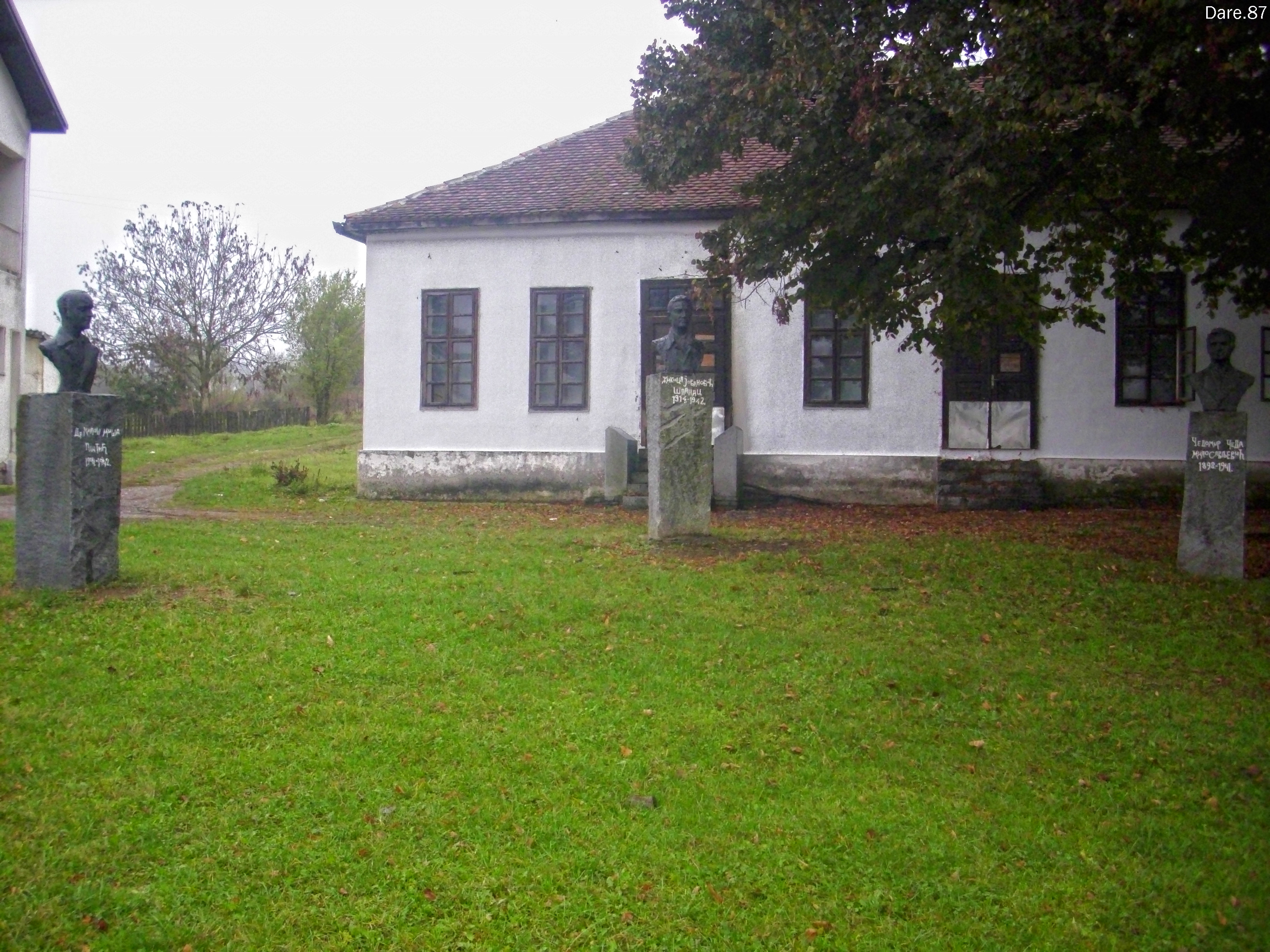
A aldeia de Bela Crkva, onde a luta contra os ocupantes e a administração Aćimović começou em 7 de julho

Durante o mês de junho, o governo Aćimović, preocupado como estava com os sonhos de expandir o território ocupado para uma Grande Sérvia, escreveu a Schröder instando-o a "dar ao povo sérvio as suas fronteiras etnográficas centenárias".  No início de julho de 1941, logo após o lançamento da Operação Barbarossa contra a União Soviética, a resistência armada começou contra os alemães e as autoridades Aćimović.  Esta foi uma resposta aos apelos de Joseph Stalin e da Internacional Comunista para que as organizações comunistas em toda a Europa ocupada afastassem as tropas alemãs da Frente Oriental, e seguiu-se a uma reunião do Comité Central do Partido Comunista Jugoslavo em Belgrado, no dia 4. Julho. Esta reunião resolveu passar das operações de sabotagem para uma revolta geral, formar destacamentos partidários de combatentes e iniciar a resistência armada, e apelar à população para se levantar contra os ocupantes em toda a Jugoslávia.  Isto também coincidiu com a partida do último membro da força de invasão alemã que permaneceu para supervisionar a transição para a ocupação. Do aparecimento de cartazes e panfletos instando a população a realizar sabotagem, rapidamente se transformou em tentativa e real de sabotagem das instalações de propaganda alemãs e das linhas ferroviárias e telefónicas.  Os primeiros combates ocorreram na aldeia de Bela Crkva a 7 de Julho, quando dois gendarmes foram mortos durante uma tentativa de dispersar uma reunião pública.  No final da primeira semana de julho, List solicitou que a Luftwaffe transferisse uma escola de treinamento de aeronaves para o território, pois as unidades operacionais não estavam disponíveis.  Logo depois, estações e patrulhas da gendarmaria foram atacadas e veículos alemães foram alvejados. Os grupos armados apareceram pela primeira vez no distrito de Aranđelovac, a noroeste de Topola. 

### Remodelação
Três dias após a eclosão da rebelião, Aćimović reorganizou o seu conselho. Jojić, Kostić e Protić foram substituídos e vice-comissários foram nomeados para todas as pastas, exceto construção e agricultura.  Entre os novos membros estava Perić, outro membro do Zbor. 
| Ministério                                   | Comissário          | Vice                      |
| -------------------------------------------- | ------------------- | ------------------------- |
| Chefe do Conselho de Comissários do Interior | Milan Aćimović      | Tanasije DinićĐorđe Perić |
| Educação                                     | Velibor Jonić       | Vladimir Velmar-Janković  |
| Finança                                      | Dušan Letica        | Milan Horvatski           |
| Correios e Telégrafos                        | Dušan Pantić        | Milorad Dimitrijević      |
| Justiça                                      | Momčilo Janković    | Đura Kotur                |
| Economia Nacional                            | Milosav Vasiljević  | Dr. Mihajlović            |
| Transporte                                   | Ranisav Avramović   | Nikola Đurić              |
| Política Social                              | Stevan Ivanić       | Darko Petrović            |
| Construção                                   | Stanislav Josifović | —                         |
| Agricultura                                  | Budimir Cvijanović  | —                         |

### Aumento da resistência
Poucas semanas após a sua eclosão, a revolta no território ocupado atingiu proporções massivas.  Entre 1 de Julho e 15 de Agosto, os rebeldes realizaram 246 ataques contra representantes e instalações do governo, matando 26 funcionários, ferindo 11 e capturando 10. No mesmo período, a gendarmaria sérvia relatou a morte de 82 rebeldes, ferindo 14 e capturando 47.  Para reforçar a sua reputação junto dos alemães, o governo Aćimović organizou reuniões públicas e conferências para encorajar a colaboração da população, com o suposto objectivo de salvar o território ocupado da guerra civil. Tal conferência foi dirigida por Vasiljević e Avramović em meados de julho, mas os contínuos assassinatos de represália na Alemanha minaram a sua mensagem.  No final de julho, Schröder morreu após ser ferido em um acidente de avião.  O novo comandante militar alemão na Sérvia, Luftwaffe General der Flieger Heinrich Danckelmann, não conseguiu obter mais tropas ou policiais alemães para suprimir a revolta devido às necessidades da Frente Oriental. Neste contexto, Turner sugeriu que Danckelmann fortalecesse a administração Aćimović para que esta pudesse subjugar a rebelião por conta própria. 
Em 29 de julho, em represália a um incêndio criminoso contra um transporte alemão em Belgrado cometido por um menino judeu de 16 anos, o Einsatzgruppe Sérvia executou 100 judeus e 22 comunistas.  Em 1 de agosto, Benzler escreveu que apesar da boa vontade da administração Aćimović para com os ocupantes alemães, o governo fantoche era "fraco e instável".  Em agosto, cerca de 100.000 sérvios cruzaram o território ocupado vindos do NDH, fugindo da perseguição Ustaše.  A eles juntaram-se mais de 37.000 refugiados de Bačka e Baranja, anexados pela Hungria, e 20.000 da Macedónia anexada pela Bulgária.  Em 13 de agosto, Bader renegou a promessa de Danckelmann de permitir que o Governo Comissário mantivesse o controle da gendarmaria sérvia e ordenou que ela fosse reorganizada em unidades de 50 a 100 homens sob a direção de comandantes alemães locais.  Ele também instruiu os três comandantes de divisão a formarem seus batalhões Jagdkommandos , "equipes de caçadores" levemente armadas e móveis, incorporando elementos do Einsatzgruppe Sérvia e a gendarmaria. 
Em resposta à revolta, a administração Aćimović encorajou 545 ou 546 sérvios proeminentes e influentes a assinar o Apelo à Nação Sérvia, que foi publicado no jornal diário Novo vreme, de Belgrado, autorizado pela Alemanha, nos dias 13 e 14 de agosto.   Os signatários incluíram três bispos ortodoxos sérvios, quatro arciprestes e pelo menos 81 professores da Universidade de Belgrado.  De acordo com o historiador Stevan K. Pavlowitch, muitos dos signatários foram pressionados para assinar.  O professor Jozo Tomasevich observa que muitos eram conhecidos por suas opiniões esquerdistas.  O apelo apelava à população sérvia para ajudar as autoridades em todos os sentidos na sua luta contra os rebeldes comunistas, e apelava à lealdade aos alemães, condenando a resistência liderada pelos Partidários como antipatriótica. A Ordem dos Advogados da Sérvia apoiou por unanimidade o Apelo, mas algumas personalidades notáveis, como os escritores Isidora Sekulić e Ivo Andrić e o professor universitário Miloš N. Đurić, recusaram-se a assinar. A administração Aćimović também apelou aos rebeldes para que regressassem às suas casas e anunciou recompensas pela morte dos rebeldes e dos seus líderes.   Além disso, Aćimović deu ordens para que as esposas dos comunistas e seus filhos com mais de 16 anos fossem presos e detidos, e os alemães queimaram suas casas e impuseram toque de recolher. 

## Substituição
As autoridades de ocupação alemãs consideraram Aćimović e a sua administração incompetentes devido ao seu fracasso em reprimir a revolta, e estavam a considerar demitir Aćimović desde meados de julho.   Para fortalecer o governo fantoche, Danckelmann queria encontrar um sérvio que fosse bem conhecido e altamente considerado pela população, que pudesse formar algum tipo de força armada sérvia e que estivesse disposto a usá-la impiedosamente contra o rebeldes, permanecendo sob total controle alemão.  Em resposta a um pedido de Benzler, o Ministério das Relações Exteriores enviou SS-Standartenführer Edmund Veesenmayer para fornecer assistência no estabelecimento de um novo governo fantoche que atendesse aos requisitos alemães.  Cinco meses antes, Veesenmayer havia arquitetado a proclamação do NDH.  Veesenmayer se envolveu em uma série de consultas com comandantes e oficiais alemães em Belgrado, entrevistou uma série de possíveis candidatos para liderar o novo governo fantoche e, em seguida, selecionou o ex-ministro iugoslavo do Exército e da Marinha Armijski đeneral  Milan Nedić como o melhor disponível. Os alemães tiveram de exercer uma pressão significativa sobre Nedić para encorajá-lo a aceitar a posição, incluindo ameaças de trazer tropas búlgaras e húngaras para o território ocupado e de enviá-lo para a Alemanha como prisioneiro de guerra.  Ao contrário da maioria dos generais iugoslavos, Nedić não foi internado na Alemanha após a capitulação, mas em vez disso foi colocado em prisão domiciliar em Belgrado. 
Em 27 de agosto de 1941, cerca de 75 sérvios proeminentes convocaram uma reunião em Belgrado, onde decidiram que Nedić deveria formar um Governo de Salvação Nacional para substituir o Governo Comissário.  No mesmo dia, Nedić escreveu a Danckelmann concordando em se tornar o primeiro-ministro do novo governo com base em cinco condições e algumas concessões adicionais. Dois dias depois, as autoridades alemãs nomearam Nedić e o seu governo.  O poder real continuou a residir com os ocupantes.  Aćimović inicialmente manteve sua posição como Ministro do Interior, mas foi substituído em novembro de 1942.  Em março de 1945, ele se juntou a um grupo Chetnik no NDH e foi morto lutando contra os guerrilheiros. 

## Análise
Para além dos activistas do Zbor, alguns membros do Governo Comissário podem parecer, à primeira vista, burocratas complacentes com poucas convicções ideológicas. O historiador Alexander Prusin afirma que, examinando mais de perto, eles aceitaram a colaboração com os ocupantes como um meio de poupar os sérvios de influências políticas que consideravam mais perigosas do que os alemães: democracia, comunismo e multiculturalismo. Ele observa que, apesar dos seus poderes extremamente limitados, ajudaram ativamente os alemães na exploração da população e da economia, e também assumiram uma visão "extremamente oportunista" da questão judaica, considerando a sua própria participação no Holocausto como "desagradável, mas inevitável". Apesar das afirmações dos apologistas do pós-guerra, Prusin conclui que não há provas de que a colaboração de organismos como o Governo Comissário moderou de alguma forma as políticas alemãs, uma vez que os alemães levaram a cabo assassinatos de represália, exploração da economia e outras acções duras sem levar em conta pelas opiniões da administração fantoche. 
Na Iugoslávia comunista do pós-guerra, Aćimović foi referido como um traidor,  mas desde a queda de Slobodan Milošević no final da década de 1990 tem havido movimentos graduais para reabilitar membros dos governos fantoches colaboracionistas sérvios com base no seu anti-comunismo. 